# Т-50
Т-50 је био совјетски тенк који се производио од априла 1941. до јануара 1942. године.

## Историја
Замишљена идеја водиља за настанак овог тенка је била наслеђивање популарног модела Т-26, чија застарелост постаје свима очита крајем тридесетих година. С својим оклопом од 37 mm и топом од 45 mm Т-50 је био несумњиво бољи од претходника, али је имао проблеме које краткотрајна производња никад није успела да реши.
За овај тенк био је произведен специјални мотор чије грешке у конструкцији никада нису биле отклоњене што постаје формални разлог за престанак рада на овом пројекту који је и тако био процењен као прескуп за добијени квалитет.
У јануару 1942. је донета одлука да војна индустрија Совјетског Савеза пређе на масовну производњу само две врсте тенка. Одабир тада пада на тенкове Т-34 и КВ-1 који су сматрани пуно ефикаснијим од Т-50 који тако испада из производње након произведених само 63-69 примерака.

## Карактеристике
Т-50 био је способан лаки тенк, али његова мала величина онемогућила је наоружавање топом јачим од 45 мм, а дизел мотор Модел В-4 показао се у пракси сувише компликованим за масовну производњу. Уз то, у исто време је почела испорука сличних тенкова Валентин из Британије.